# Kozłówko (Kozłowo)
Kozłówko (deutsch: Klein Koslau, 1938 bis 1945 Kleinkosel) ist ein nicht mehr eigenständiger Ort in der polnischen Woiwodschaft Ermland-Masuren und gehört zur Ortschaft Kozłowo (deutsch: Groß Koslau, 1938 bis 1945 Großkosel) in der Gmina Kozłowo im Powiat Nidzicki (Kreis Neidenburg).

## Geographische Lage
Kozłówko liegt im Ortsgebiet Kozłowo im Südwesten der Woiwodschaft Ermland-Masuren, zwölf Kilometer südwestlich der Kreisstadt Nidzica (deutsch: Neidenburg).

## Geschichte

### Ortsgeschichte
Luther von Braunschweig, Hochmeister des Deutschen Ordens, verschrieb 1328 den Brüdern Dobeslau und Wenzelaus Ländereien „in der Wildnis“ zur Kolonisierung. Der entstehende Ort nannte sich Kuzle us de Wildnis, womit der Name des späteren Koslaus erstmals genannt wurde. Nach 1437 teilte man den Ort in Groß- und Klein Koslau. Im Laufe der Jahrhunderte gehörte Klein Koslau adligen Besitzern. Im 18. Jahrhundert kam das Gut in Klein Koslau offenbar als Domäne in staatliches Eigentum und blieb es bis 1945. 1785 wurde Klein Koschelau als adliger Ort mit 23 Feuerstellen bezeichnet, der zum Hauptamt Soldau (heute polnisch Działdowo) gehörte.
Am 28. Mai 1874 wurde Klein Koslau Amtsdorf und damit namensgebend für einen Amtsbezirk, der – 1938 in „Amtsbezirk Kleinkosel (Ostpr.)“ umbenannt – bis 1945 bestand und zum Kreis Neidenburg im Regierungsbezirk Königsberg (ab 1905: Regierungsbezirk Allenstein) in der preußischen Provinz Ostpreußen gehörte. In den Amtsbezirk eingegliedert wurden u. a. der Gutsbezirk und die Landgemeinde Groß Koslau sowie der Gutsbezirk und die Landgemeinde Klein Koslau.
Am 1. November 1928 gab der Gutsbezirk Klein Koslau seine Eigenständigkeit auf und wurde in die Landgemeinde Klein Koslau eingegliedert. Am 3. Juni – amtlich bestätigt am 16. Juli – wurde Klein Koslau aus politisch-ideologischer Motivation der Abwehr fremdländisch klingender Ortsnamen in „Kleinkosel (Ostpr.)“ umbenannt.
1945 wurde in Kriegsfolge das gesamte südliche Ostpreußen an Polen überstellt. Kleinkosel erhielt die polnische Namensform „Kozłówko“ und ist heute im Dorf Kozłowo (Groß Koslau, 1938 bis 1945 Großkosel) aufgegangen. Somit liegt es im Gebiet der Gmina Kozłowo im Powiat Nidzicki, das bis 1998 zur Woiwodschaft Olsztyn, seither zur Woiwodschaft Ermland-Masuren gehört.

### Einwohnerzahlen
| Jahr | Anzahl |
| ---- | ------ |
| 1816 | 145    |
| 1852 | 174    |
| 1858 | 217    |

| Jahr | Anzahl |
| ---- | ------ |
| 1910 | 377    |
| 1933 | 562    |
| 1939 | 503    |

### Amtsbezirk Klein Koslau/Kleinkosel (Ostpr.) (1874–1945)
In den Amtsbezirk waren als Landgemeinden bzw. Gutsbezirke eingegliedert:
| Deutscher Name     | Geänderter Name 1938 bis 1945 | Polnischer Name     | Anmerkungen                                         |
| ------------------ | ----------------------------- | ------------------- | --------------------------------------------------- |
| Groß Koslau, Dorf  | Großkosel                     | Kozłowo             |                                                     |
| Groß Koslau, Gut   |                               |                     | 1928 in die Landgemeinde Groß Koslau eingegliedert  |
| Groß Sakrau        |                               | Zakrzewo            |                                                     |
| Klein Koslau, Dorf | Kleinkosel                    | Kozłówko            |                                                     |
| Klein Koslau, Gut  |                               |                     | 1928 in die Landgemeinde Klein Koslau eingegliedert |
| Klenzkau           |                               | Klęczkowo           | 1920 an Polen abgetreten                            |
| Polko              | Koselmitte                    | Pólko Kozłowskie    | 1936 nach Klein Koslau eingegliedert                |
| Sabloczyn          | Sablau                        | Zabłocie Kozłowskie |                                                     |
| Wilmsdorf          |                               | Wilamowo            | 1920 an Polen abgetreten                            |

1945 bildeten nur noch die Orte Großkosel, Groß Sakrau, Kleinkosel (Ostpr.) und Sablau den Amtsbezirk Kleinkosel (Ostpr.).

## Kirche

### Kirchengebäude
Im Jahre 1692 wurde eine in Klein Koslau vorhandene evangelische Kirche als sehr baufällig bezeichnet. Ein Neubau aber entstand erst in den Jahren 1733 bis 173. Es war ein rechteckiger Saalbau mit einem Glockenturm als Dachreiter, der später bis heute durch einen angebauten niedrigen Holzturm ersetzt wurde. Der ursprüngliche Kanzelaltar stammte aus dem Jahr 1844. Die Kirche wurde mehrfach renoviert, zuletzt in der Zeit nach 1945, als sie an die Römisch-katholische Kirche übereignet wurde. Sie passte das Gotteshaus baulich den veränderten liturgischen Bräuchen an und widmete sie den Aposteln Petrus und Paulus.

### Kirchengemeinde
Die Gründung einer Kirche in Koslau soll in vorreformatorischer Zeit erfolgt sein. Mit der Reformation wurde sie evangelisch.

#### Evangelisch
Bereits seit der Mitte des 16. Jahrhunderts sind die Namen lutherischer Geistlicher, die an der Kirche Klein Kosel amtierten, überliefert. Seit 1725 ist die Kirche Klein Kosel mit der Kirche in Groß Schläfken (polnisch Sławka Wielka) vereinigt, der Amtssitz der Pfarrer war immer in Klein Koslau. Einst dem Kirchenkreis Soldau (polnisch Działdowo) zugeordnet, gehörte die Kirche Klein Koslau ab 1919 zum Kirchenkreis Neidenburg (polnisch Nidzica) in der Kirchenprovinz Ostpreußen der Kirche der Altpreußischen Union. Flucht und Vertreibung der einheimischen Bevölkerung zwischen 1945 und 1950 setzten der evangelischen Kirche hier ein Ende. Heute hier lebende evangelische Kirchenglieder gehören zur Heilig-Kreuz-Pfarrkirche Nidzica in der Diözese Masuren der Evangelisch-Augsburgischen Kirche in Polen.

#### Römisch-katholisch
In der Region Klein Koslau gab es vor 1945 nur wenige römisch-katholische Kirchenglieder. So zählte Klein Koslau 1885 allein lediglich zehn Dorfbewohner. Sie waren in die Pfarrei Soldau eingegliedert. Nach 1945 stieg die Zahl der Katholiken aufgrund der Neuansiedlung polnischer Neubürger. Sie reklamierten das bisher evangelische Gotteshaus für sich. 1972 wurde hier die Pfarrei Kozłowo gegründet, und die Kirche des einstigen Klein Koslau sowie die jetzige Pfarrei erhielten nun den Namen der Apostel Petrus und Paulus (polnisch Kościół Świętych Apostołów Piotra i Pawła). Kozłowo ist nun außerdem Sitz des gleichnamigen Dekanats im Erzbistum Ermland.

## Verkehr
Das einstige Klein Koslau/Kleinkosel (Ostpr.) liegt heute im Südwesten des Dorfes Kozłowo. Hier treffen sich die Woiwodschaftsstraße 545 sowie die aus den Nachbarregionen kommenden Nebenstraßen, die in der Ortsstelle Kozłówko enden.
Die nächste Bahnstation ist Kozłowo an der Bahnstrecke Działdowo–Olsztyn.

## Söhne und Töchter des Gemeinde
- Jenny Aufrichtig (* 23. Juni 1876 in Klein Koslau), lebte in Waldshut, als sie 1940 in das Lager Gurs verbracht wurde. Sie überlebte das Lager und starb 1949 in Frankreich
- Klara Aufrichtig (* 8. Oktober 1878 in Klein Kosel), lebte mit ihrer Schwester Jenny in Waldshut, bis auch sie 1940 nach Gurs deportiert wurde. Im KZ Auschwitz wurde sie schließlich ermordet